# 名取岩沼農業協同組合
名取岩沼農業協同組合（なとりいわぬまのうぎょうきょうどうくみあい）は、宮城県名取市増田に本店を置いていた農業協同組合。愛称はJA名取岩沼。

## 概要
2002年に、岩沼市の中心部を営業基盤とする岩沼市農業協同組合を除く、名取・岩沼2市による広域JAとして発足した（定款上は、名取市と岩沼市の全域）。
2015年末に宮城県農業協同組合中央会が、県内の14農協を3農協へ再編する方針を提示したことを受け、JA名取岩沼は、岩沼市農協、みやぎ亘理農協、みやぎ仙南農協と合併に向け検討を開始していたが、その後解消状態となっていた。2023年現在、岩沼市農業協同組合、みやぎ亘理農業協同組合とともに、2025年4月を目処に、仙台農業協同組合への編入を検討している。2024年9月に予備契約を締結し、その後の総代会等を経て2025年4月1日付で当農協と仙台、岩沼市、みやぎ亘理の各農協が合併し、新「JA仙台」を発足。
日本郵便東北支社より、簡易郵便局事業を受託しており、愛島支店の建物の中に、愛島簡易郵便局（取扱店番号・81709）が設置されている。

## 沿革
- 2002年4月1日 - JA名取市が、JA増田・JA千貫・JA玉浦・JA玉浦中央の4JAと合併し、名取岩沼農業協同組合に改称
- 2012年6月11日 - 東日本大震災で被災し、窓口営業停止となっていた閖上支店が下増田支店に統合され、下増田支店の店舗名を美田園支店に改称。これに併せて、下増田支店（現・美田園支店）の店舗の改修を実施
- 2014年5月12日 - 愛島支店が移転の上で高舘支店を統合し、名取西支店を開設。高舘支店跡地は名取西購買センターとなった。
- 2025年4月1日 - JA岩沼市、JAみやぎ亘理とともにJA仙台に吸収合併され、解散。本店は、JA仙台の名取中央支店となる。